# Chile en la Copa Mundial de Fútbol de 1998

La Selección de Chile fue uno de los 32 países participantes de la Copa Mundial de Fútbol de 1998, que se realizó en Francia.
Chile clasificó al Mundial tras lograr el 4º lugar de clasificatorias a la Copa Mundial de Fútbol de 1998 ganando prácticamente todos sus partidos en casa (excepto con Argentina que perdió 2 a 1), y rescatando empates en Venezuela, Bolivia, Argentina y Ecuador.
Entre sus jugadores destacó la «Dupla Sa-Za», conformada por Marcelo Salas e Iván Zamorano, quienes marcaron 23 goles entre los dos en el proceso clasificatorio.
Integró el Grupo B junto a Italia, Austria y Camerún. Clasificó a octavos de final, en segundo lugar gracias a tres empates en tres partidos, midiéndose con Brasil en octavos de final, con quién finalmente perdió 4 a 1.
Gracias a la campaña realizada por Chile, jugadores como Javier Margas, Clarence Acuña y Pedro Reyes emigraron al fútbol europeo a clubes como el West Ham United, Newcastle United y Auxerre respectivamente. Marcelo Salas se consolidó y al finalizar el mundial arribó al fútbol italiano, específicamente a la Lazio.

## Clasificación[1]
| Equipo    | Pts | PJ | PG | PE | PP | GF | GC | DIF |
| --------- | --- | -- | -- | -- | -- | -- | -- | --- |
| Argentina | 30  | 16 | 8  | 6  | 2  | 23 | 13 | +10 |
| Paraguay  | 29  | 16 | 9  | 2  | 5  | 21 | 14 | +7  |
| Colombia  | 28  | 16 | 8  | 4  | 4  | 23 | 15 | +8  |
| Chile     | 25  | 16 | 7  | 4  | 5  | 32 | 18 | +14 |
| Perú      | 25  | 16 | 7  | 4  | 5  | 19 | 20 | –1  |
| Ecuador   | 21  | 16 | 6  | 3  | 7  | 22 | 21 | +1  |
| Uruguay   | 21  | 16 | 6  | 3  | 7  | 18 | 21 | –3  |
| Bolivia   | 17  | 16 | 4  | 5  | 7  | 18 | 21 | –3  |
| Venezuela | 3   | 16 | 0  | 3  | 13 | 8  | 41 | –33 |

### Primera rueda
| Fecha                   | Lugar        |           |                      | Resultado |                    |         |
| ----------------------- | ------------ | --------- | -------------------- | --------- | ------------------ | ------- |
| 2 de junio de 1996      | Barinas      | Venezuela | Bandera de Venezuela | 1:1 (1:0) | Bandera de Chile   | Chile   |
| 6 de julio de 1996      | Santiago     | Chile     | Bandera de Chile     | 4:1 (1:0) | Bandera de Ecuador | Ecuador |
| 1 de septiembre de 1996 | Barranquilla | Colombia  | Bandera de Colombia  | 4:1 (3:0) | Bandera de Chile   | Chile   |
| 9 de octubre de 1996    | Asunción     | Paraguay  | Bandera de Paraguay  | 2:1 (1:1) | Bandera de Chile   | Chile   |
| 12 de noviembre de 1996 | Santiago     | Chile     | Bandera de Chile     | 1:0 (0:0) | Bandera de Uruguay | Uruguay |
| 15 de diciembre de 1996 | Buenos Aires | Argentina | Bandera de Argentina | 1:1 (0:0) | Bandera de Chile   | Chile   |
| 12 de enero de 1997     | Lima         | Perú      | Bandera de Perú      | 2:1 (2:0) | Bandera de Chile   | Chile   |
| 12 de febrero de 1997   | La Paz       | Bolivia   | Bandera de Bolivia   | 1:1 (1:1) | Bandera de Chile   | Chile   |

### Segunda rueda
| Fecha                    | Lugar      |         |                    | Resultado |                      |           |
| ------------------------ | ---------- | ------- | ------------------ | --------- | -------------------- | --------- |
| 30 de abril de 1997      | Santiago   | Chile   | Bandera de Chile   | 6:0 (3:0) | Bandera de Venezuela | Venezuela |
| 8 de junio de 1997       | Quito      | Ecuador | Bandera de Ecuador | 1:1 (1:0) | Bandera de Chile     | Chile     |
| 5 de julio de 1997       | Santiago   | Chile   | Bandera de Chile   | 4:1 (3:0) | Bandera de Colombia  | Colombia  |
| 20 de julio de 1997      | Santiago   | Chile   | Bandera de Chile   | 2:1 (1:0) | Bandera de Paraguay  | Paraguay  |
| 20 de agosto de 1997     | Montevideo | Uruguay | Bandera de Uruguay | 1:0 (1:0) | Bandera de Chile     | Chile     |
| 10 de septiembre de 1997 | Santiago   | Chile   | Bandera de Chile   | 1:2 (1:1) | Bandera de Argentina | Argentina |
| 12 de octubre de 1997    | Santiago   | Chile   | Bandera de Chile   | 4:0 (1:0) | Bandera de Perú      | Perú      |
| 16 de noviembre de 1997  | Santiago   | Chile   | Bandera de Chile   | 3:0 (2:0) | Bandera de Bolivia   | Bolivia   |

## Partidos amistosos
| Fecha                 | Lugar      |                  |                          | Resultado |                     |          |
| --------------------- | ---------- | ---------------- | ------------------------ | --------- | ------------------- | -------- |
| 28 de enero de 1998   | So Kon Po  | Hong Kong League | Bandera de Hong Kong     | 3:1       | Bandera de Chile    | Chile    |
| 31 de enero de 1998   | So Kon Po  | Irán             | Bandera de Irán          | 1:1       | Bandera de Chile    | Chile    |
| 4 de febrero de 1998  | Auckland   | Nueva Zelanda    | Bandera de Nueva Zelanda | 0:0       | Bandera de Chile    | Chile    |
| 7 de febrero de 1998  | Melbourne  | Australia        | Bandera de Australia     | 0:1       | Bandera de Chile    | Chile    |
| 11 de febrero de 1998 | Londres    | Inglaterra       | Bandera de Inglaterra    | 0:2       | Bandera de Chile    | Chile    |
| 22 de abril de 1998   | Santiago   | Chile            | Bandera de Chile         | 2:2       | Bandera de Colombia | Colombia |
| 29 de abril de 1998   | Santiago   | Chile            | Bandera de Chile         | 1:0       | Bandera de Lituania | Lituania |
| 19 de mayo de 1998    | Mendoza    | Argentina        | Bandera de Argentina     | 1:0       | Bandera de Chile    | Chile    |
| 24 de mayo de 1998    | Santiago   | Chile            | Bandera de Chile         | 2:2       | Bandera de Uruguay  | Uruguay  |
| 30 de mayo de 1998    | Montelimar | Chile            | Bandera de Chile         | 3:2       | Bandera de Túnez    | Túnez    |
| 4 de junio de 1998    | Aviñón     | Marruecos        | Bandera de Marruecos     | 1:1       | Bandera de Chile    | Chile    |

## Participación

### Nómina Final[3]
| #  | Región | Nombre             | Posición      | Club                 |
| -- | ------ | ------------------ | ------------- | -------------------- |
| 1  |        | Nelson Tapia       | Portero       | Universidad Católica |
| 2  |        | Cristián Castañeda | Defensa       | Universidad de Chile |
| 3  |        | Ronald Fuentes     | Defensa       | Universidad de Chile |
| 4  |        | Francisco Rojas    | Defensa       | Colo-Colo            |
| 5  |        | Javier Margas      | Defensa       | Universidad Católica |
| 6  |        | Pedro Reyes        | Defensa       | Colo-Colo            |
| 7  |        | Nelson Parraguez   | Mediocampista | Universidad Católica |
| 8  |        | Clarence Acuña     | Mediocampista | Universidad de Chile |
| 9  |        | Iván Zamorano      | Delantero     | Inter de Milán       |
| 10 |        | José Luis Sierra   | Mediocampista | Colo-Colo            |
| 11 |        | Marcelo Salas      | Delantero     | River Plate          |
| 12 |        | Marcelo Ramírez    | Portero       | Colo-Colo            |
| 13 |        | Manuel Neira       | Delantero     | Colo-Colo            |
| 14 |        | Miguel Ramírez     | Defensa       | Universidad Católica |
| 15 |        | Moisés Villarroel  | Mediocampista | Santiago Wanderers   |
| 16 |        | Mauricio Aros      | Defensa       | Universidad de Chile |
| 17 |        | Marcelo Vega       | Mediocampista | MetroStars           |
| 18 |        | Luis Musrri        | Mediocampista | Universidad de Chile |
| 19 |        | Fernando Cornejo † | Mediocampista | Universidad Católica |
| 20 |        | Fabián Estay       | Mediocampista | Toluca               |
| 21 |        | Rodrigo Barrera    | Delantero     | Universidad de Chile |
| 22 |        | Carlos Tejas       | Portero       | Coquimbo Unido       |
| DT |        | Nelson Acosta      |               |                      |

#### Lista provisional
| Nombre        | Región | Posición  | Club                 |
| ------------- | ------ | --------- | -------------------- |
| Ricardo Rojas |        | Defensa   | Universidad de Chile |
| Jorge Gómez   |        | Defensa   | Cobreloa             |
| Juan Carreño  |        | Delantero | Huachipato           |

### Primera Fase (Grupo B)

#### Tabla de posiciones
| Equipo  | Pts | PT | G | E | P | GF | GC | DG |
| ------- | --- | -- | - | - | - | -- | -- | -- |
| Italia  | 7   | 3  | 2 | 1 | 0 | 7  | 3  | 4  |
| Chile   | 3   | 3  | 0 | 3 | 0 | 4  | 4  | 0  |
| Austria | 2   | 3  | 0 | 2 | 1 | 3  | 4  | -1 |
| Camerún | 2   | 3  | 0 | 2 | 1 | 2  | 5  | -3 |

#### Italia vs. Chile
| 11 de junio de 1998 | Italia                           | 2:2 (1:1) | Chile            | Parc Lescure, Burdeos                                          |                                                                |
|                     | Vieri 11' · R. Baggio 84' (pen.) | Reporte   | Salas 45+3', 48' | Asistencia: 31.800 espectadores Árbitro(s): Lucien Bouchardeau | Asistencia: 31.800 espectadores Árbitro(s): Lucien Bouchardeau |

| Italia | Italia | Chile | Chile |
| ------ | --- | --- | ----- |
| Italia | Primera Fase (Grupo B), 1ª Fecha 11 de junio de 1998 en Parc Lescure, Burdeos Resultado: 2:2 Asistentes: 31.800 Árbitro: Lucien Bouchardeau (Níger) Reporte | Primera Fase (Grupo B), 1ª Fecha 11 de junio de 1998 en Parc Lescure, Burdeos Resultado: 2:2 Asistentes: 31.800 Árbitro: Lucien Bouchardeau (Níger) Reporte                                                                                     | Chile |
| Italia | (12) Gianluca Pagliuca · (3) Paolo Maldini · (4) Fabio Cannavaro · (5) Alessandro Costacurta · (6) Alessandro Nesta · (9) Demetrio Albertini · (11) Dino Baggio · (15) Angelo Di Livio 61' · (16) Roberto Di Matteo 57' · (18) Roberto Baggio · (21) Christian Vieri 71' | (1) Nelson Tapia · (3) Ronald Fuentes · (4) Francisco Rojas · (5) Javier Margas 63' · (6) Pedro Reyes · (15) Moisés Villarroel · (7) Nelson Parraguez · (8) Clarence Acuña 82' · (20) Fabián Estay 81' · (9) Iván Zamorano · (11) Marcelo Salas | Chile |
| Italia | Cesare Maldini | Nelson Acosta | Chile |
| Italia | (14) Luigi Di Biagio 57' · (20) Enrico Chiesa 61' · (19) Filippo Inzaghi 71' | (14) Miguel Ramírez 63' · (10) José Luis Sierra 81' · (19) Fernando Cornejo 82' | Chile |
| Italia | Goles | | Chile |
| Italia | 1:0 11' Christian Vieri · 2:2 84' (pen.) Roberto Baggio | · 1:1 45+3' Marcelo Salas · 1:2 48' Marcelo Salas | Chile |
| Italia | Tarjetas amarillas | | Chile |
| Italia | 8' Angelo Di Livio · 31' Fabio Cannavaro | 45' Nelson Parraguez · 53' Clarence Acuña · 66' Francisco Rojas | Chile |

#### Chile vs. Austria
| 17 de junio de 1998 | Chile     | 1:1 (0:0) | Austria      | Estadio Geoffroy-Guichard, St. Étienne                     |                                                            |
|                     | Salas 70' | Reporte   | Vastic 90+2' | Asistencia: 30.600 espectadores Árbitro(s): Gamal Ghandour | Asistencia: 30.600 espectadores Árbitro(s): Gamal Ghandour |

| Chile | Chile | Austria | Austria |
| ----- | --- | --- | ------- |
| Chile | Primera Fase (Grupo B), 2ª Fecha 17 de junio de 1998 en Estadio Geoffroy-Guichard, Saint-Étienne Resultado: 1:1 Asistentes: 30.600 Árbitro: Gamal Al-Ghandour (Egipto) Reporte                                                              | Primera Fase (Grupo B), 2ª Fecha 17 de junio de 1998 en Estadio Geoffroy-Guichard, Saint-Étienne Resultado: 1:1 Asistentes: 30.600 Árbitro: Gamal Al-Ghandour (Egipto) Reporte                                                                           | Austria |
| Chile | (1) Nelson Tapia · (3) Ronald Fuentes · (4) Francisco Rojas · (5) Javier Margas · (6) Pedro Reyes · (15) Moisés Villarroel 69' · (7) Nelson Parraguez · (8) Clarence Acuña · (20) Fabián Estay 56' · (9) Iván Zamorano · (11) Marcelo Salas | (1) Michael Konsel · (3) Peter Schöttel · (4) Anton Pfeffer · (5) Wolfgang Feiersinger · (8) Heimo Pfeinferberger · (13) Harald Cerny 46' · (15) Arnold Wetl · (17) Roman Mahlich · (22) Dietmar Kuehbauer 46' · (7) Mario Haas 73' · (19) Anton Polster | Austria |
| Chile | Nelson Acosta | Herbert Prohaska | Austria |
| Chile | (10) José Luis Sierra 56' · (2) Cristián Castañeda 69' | (2) Markus Schopp 46' · (10) Andreas Herzog 46' · (9) Ivica Vastić 73' | Austria |
| Chile | Goles | | Austria |
| Chile | 1:0 70' Marcelo Salas | · 1:1 90+2' Ivica Vastić | Austria |
| Chile | Tarjetas amarillas | | Austria |
| Chile | 16' Moisés Villarroel · 47' Fabián Estay · 58' Marcelo Salas · 74' Iván Zamorano | 26' Peter Schöttel | Austria |

#### Chile vs. Camerún
| 23 de junio de 1998 | Chile            | 1:1 (1:0) | Camerún   | Estadio de la Beaujoire, Nantes                           |                                                           |
|                     | J. L. Sierra 20' | Reporte   | Mboma 56' | Asistencia: 35.000 espectadores Árbitro(s): Laszlo Vagner | Asistencia: 35.000 espectadores Árbitro(s): Laszlo Vagner |

| Chile | Chile | Camerún | Camerún |
| ----- | --- | --- | ------- |
| Chile | Primera Fase (Grupo B), 3ª Fecha 23 de junio de 1998 en Estadio de la Beaujoire, Nantes Resultado: 1:1 Asistentes: 35.500 Árbitro: Laszlo Vagner (Hungría) Reporte                                                                                  | Primera Fase (Grupo B), 3ª Fecha 23 de junio de 1998 en Estadio de la Beaujoire, Nantes Resultado: 1:1 Asistentes: 35.500 Árbitro: Laszlo Vagner (Hungría) Reporte                                                                                    | Camerún |
| Chile | (1) Nelson Tapia · (3) Ronald Fuentes · (4) Francisco Rojas 77' · (5) Javier Margas · (6) Pedro Reyes · (15) Moisés Villarroel 70' · (7) Nelson Parraguez · (8) Clarence Acuña · (10) José Luis Sierra 70' · (9) Iván Zamorano · (11) Marcelo Salas | (1) Jacques Songo'o · (3) Pierre Womé · (4) Rigobert Song · (6) Pierre Njanka · (17) Michel Pensée · (15) Joseph N'Do 82' · (19) Marcel Mahouvé · (20) Salomon Olembé 68' · (7) François Omam-Biyik · (10) Patrick Mboma · (21) Joseph-Désiré Job 72' | Camerún |
| Chile | Nelson Acosta | Claude Le Roy | Camerún |
| Chile | (19) Fernando Cornejo 70' · (20) Fabián Estay 70' · (14) Miguel Ramírez 77' | (8) Didier Angibeaud 68' · (9) Alphonse Tchami 72' · (12) Lauren Bisan-Etame 82' | Camerún |
| Chile | Goles | | Camerún |
| Chile | 1:0 20' José Luis Sierra | · 1:1 56' Patrick Mboma | Camerún |
| Chile | Tarjetas amarillas | | Camerún |
| Chile | 50' Nelson Parraguez · 55' Francisco Rojas · 66' Moisés Villarroel · 89' Miguel Ramírez | 8' Rigobert Song | Camerún |
| Chile | Tarjetas rojas | | Camerún |
| Chile | 51' Rigobert Song · 88' Lauren Bisan-Etame | | Camerún |

### Segunda Fase

#### Octavos de final
La selección se disponía a jugar el partido por los octavos de final con un plantel afectado futbolística y anímicamente por las suspensiones de varios titulares. El equipo enfrentaba un difícil duelo sudamericano ante Brasil, quien había clasificado en el primer lugar del Grupo A y además era el campeón del mundo defensor. El encuentro finalizaría con una goleada de los verdeamarelos por 4 a 1, lo que significó el fin de la participación chilena en ese Mundial.
| 27 de junio de 1998 | Brasil                                             | 4:1 (3:0) | Chile     | Parc des Princes, París                                |                                                        |
|                     | César Sampaio 11', 26' · Ronaldo 45+3', 72' (pen.) | Reporte   | Salas 70' | Asistencia: 45.500 espectadores Árbitro(s): Marc Batta | Asistencia: 45.500 espectadores Árbitro(s): Marc Batta |

| Brasil | Brasil | Chile | Chile |
| ------ | --- | --- | ----- |
| Brasil | Octavos de final 27 de junio de 1998 en Parc des Princes, París Resultado: 4:1 Asistentes: 45.500 Árbitro: Marc Batta (Francia) Reporte                                                  | Octavos de final 27 de junio de 1998 en Parc des Princes, París Resultado: 4:1 Asistentes: 45.500 Árbitro: Marc Batta (Francia) Reporte | Chile |
| Brasil | (1) Cláudio Taffarel · (2) Cafú · (3) Aldair 78' · (4) Junior Baiano · (6) Roberto Carlos · (5) César Sampaio · (8) Dunga · (10) Rivaldo · (18) Leonardo · (9) Ronaldo · (20) Bebeto 65' | (1) Nelson Tapia · (3) Ronald Fuentes · (5) Javier Margas · (6) Pedro Reyes · (14) Miguel Ramírez 46' · (16) Mauricio Aros · (8) Clarence Acuña 80' · (19) Fernando Cornejo · (10) José Luis Sierra 46' · (9) Iván Zamorano · (11) Marcelo Salas | Chile |
| Brasil | Mário Zagallo | Nelson Acosta | Chile |
| Brasil | (19) Denílson 65' · (14) Marcelo Gonçalves 78' | (17) Marcelo Vega 46' · (20) Fabián Estay 46' · (18) Luis Musrri 80' | Chile |
| Brasil | Goles | | Chile |
| Brasil | 1:0 11' César Sampaio · 2:0 26' César Sampaio · 3:0 45+3' (pen.) Ronaldo · 4:1 72' Ronaldo                                                                                               | · 3:1 70' Marcelo Salas | Chile |
| Brasil | Tarjetas amarillas | | Chile |
| Brasil | 45' Leonardo · 90+1' Cafú | 34' Ronald Fuentes · 45' Nelson Tapia | Chile |

## Estadísticas

### Participación de jugadores
| #  | Pos        | Jugador         | PJ (T/S) | Minutos Jugados | Goles recibidos | Atajos | Tarjetas Amarillas | Doble Tarjeta Amarilla y Roja | Tarjetas Rojas |
| -- | ---------- | --------------- | -------- | --------------- | --------------- | ------ | ------------------ | ----------------------------- | -------------- |
| 1  | Guardameta | Nelson Tapia    | 4(4/0)   | 360'            | 4               | 18     | 1                  | 0                             | 0              |
| 12 | Guardameta | Marcelo Ramírez | 0        | 0               | 0               | 0      | 0                  | 0                             | 0              |
| 22 | Guardameta | Carlos Tejas    | 0        | 0               | 0               | 0      | 0                  | 0                             | 0              |

| #  | Pos            | Jugador               | PJ (T/S) | Minutos Jugados | (P) | Asistencias | Tarjetas Amarillas | Doble Tarjeta Amarilla y Roja | Tarjetas Rojas |
| -- | -------------- | --------------------- | -------- | --------------- | --- | ----------- | ------------------ | ----------------------------- | -------------- |
| 2  | Defensa        | Cristian Castañeda    | 1(0/1)   | 21'             | 0   | 0           | 0                  | 0                             | 0              |
| 3  | Defensa        | Ronald Fuentes        | 4(4/0)   | 360'            | 0   | 0           | 1                  | 0                             | 0              |
| 4  | Defensa        | Francisco Rojas Rojas | 3(3/0)   | 257'            | 0   | 0           | 0                  | 0                             | 0              |
| 5  | Defensa        | Javier Margas         | 4(4/0)   | 333'            | 0   | 0           | 0                  | 0                             | 0              |
| 6  | Defensa        | Pedro Reyes           | 4(4/0)   | 360'            | 0   | 1           | 0                  | 0                             | 0              |
| 7  | Centrocampista | Nelson Parraguez      | 3(3/0)   | 270'            | 0   | 0           | 2                  | 0                             | 0              |
| 8  | Centrocampista | Clarence Acuña        | 4(4/0)   | 342'            | 0   | 1           | 1                  | 0                             | 0              |
| 9  | Delantero      | Iván Zamorano         | 4(4/0)   | 360'            | 0   | 2           | 1                  | 0                             | 0              |
| 10 | Centrocampista | José Luis Sierra      | 4(2/2)   | 158'            | 1   | 0           | 0                  | 0                             | 0              |
| 11 | Delantero      | Marcelo Salas         | 4(4/0)   | 360'            | 4   | 0           | 1                  | 0                             | 0              |
| 13 | Delantero      | Manuel Neira          | 0        | 0               | 0   | 0           | 0                  | 0                             | 0              |
| 14 | Defensa        | Miguel Ramírez        | 3(1/2)   | 85'             | 0   | 0           | 1                  | 0                             | 0              |
| 15 | Defensa        | Moisés Villarroel     | 3(3/0)   | 229'            | 0   | 0           | 1                  | 0                             | 0              |
| 16 | Centrocampista | Mauricio Aros         | 1(1/0)   | 90'             | 0   | 0           | 0                  | 0                             | 0              |
| 17 | Centrocampista | Marcelo Vega          | 1(0/1)   | 45'             | 0   | 0           | 0                  | 0                             | 0              |
| 18 | Centrocampista | Luis Musrri           | 1(0/1)   | 10'             | 0   | 0           | 0                  | 0                             | 0              |
| 19 | Centrocampista | Fernando Cornejo      | 3(1/2)   | 118'            | 0   | 0           | 0                  | 0                             | 0              |
| 20 | Centrocampista | Fabián Estay          | 3(2/1)   | 157'            | 0   | 0           | 1                  | 0                             | 0              |
| 21 | Delantero      | Rodrigo Barrera       | 0        | 0               | 0   | 0           | 0                  | 0                             | 0              |

### Goleadores
| Jugador          | Clasificatorias | Copa Mundial | Total |
| ---------------- | --------------- | ------------ | ----- |
| Marcelo Salas    | 11              | 4            | 15    |
| Iván Zamorano    | 12              | 0            | 12    |
| Javier Margas    | 2               | 0            | 2     |
| Pedro Reyes      | 2               | 0            | 2     |
| José Luis Sierra | 0               | 1            | 1     |
| Rodrigo Barrera  | 1               | 0            | 1     |
| Juan Carreño     | 1               | 0            | 1     |
| Fernando Cornejo | 1               | 0            | 1     |
| Fabián Estay     | 1               | 0            | 1     |
| Pedro González   | 1               | 0            | 1     |

## Cobertura por radio y televisión

### Televisión
Los partidos amistosos de Chile previos a Francia 98, fueron transmitidos en vivo por Canal 13 y TVN. Además, ambos canales transmitieron en vivo los 4 partidos de Chile en el mundial.